# 拉杰普尔索纳尔普尔

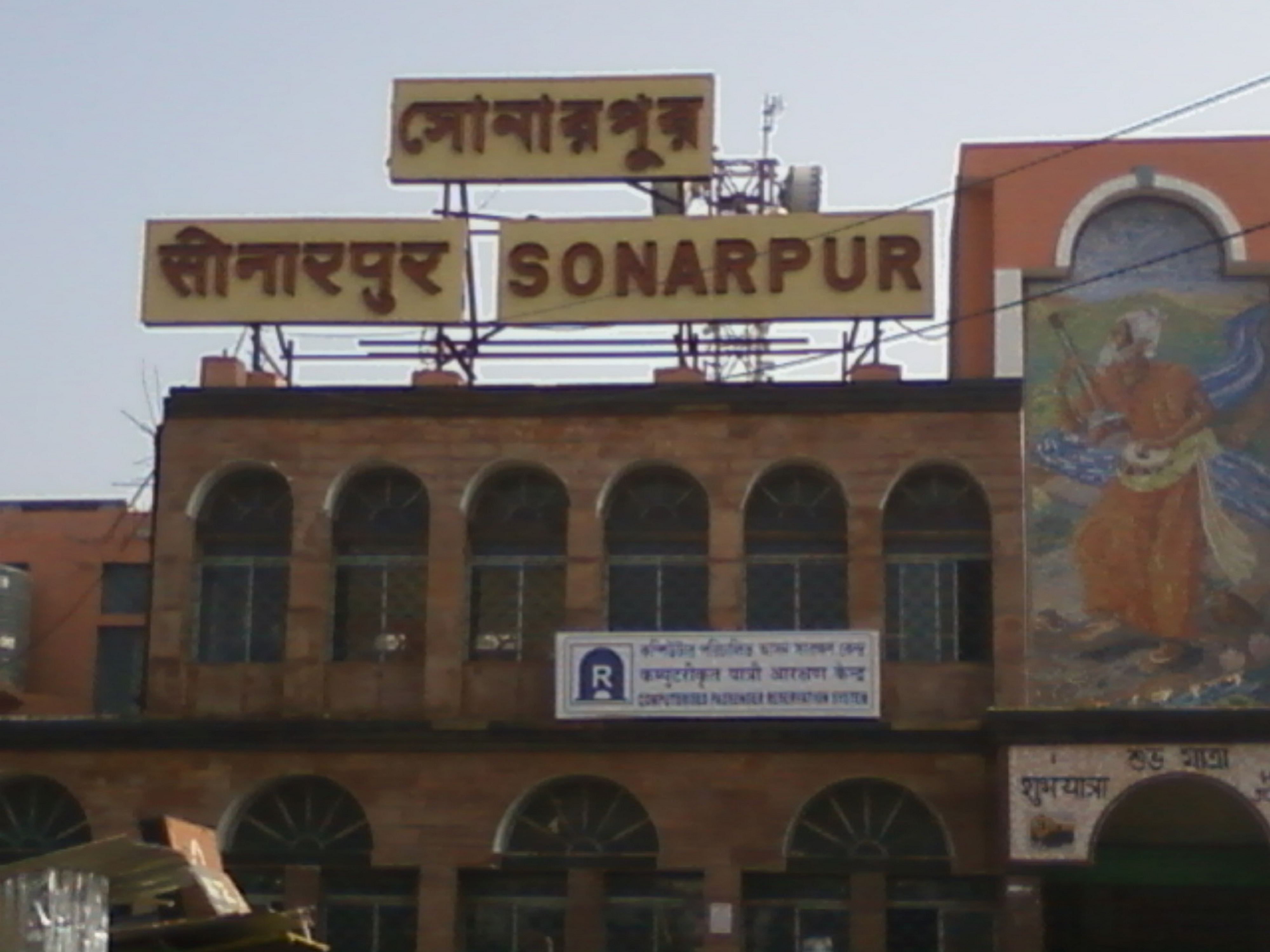
索纳尔普尔火车站

拉杰普尔索纳尔普尔（Rajpur Sonarpur），是印度西孟加拉邦South Twentyfour Parganas县的一个城镇。总人口336390（2001年）。

## 人口
该地2001年总人口336390人，其中男性173591人，女性162799人；0—6岁人口29941人，其中男15472人，女14469人；识字率78.06%，其中男性为83.07%，女性为72.71%。